# Kho báu Środa

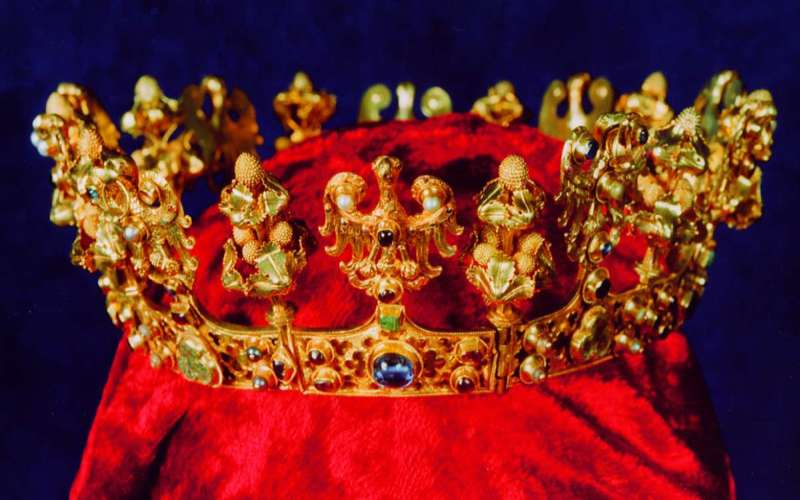
Vương miện vàng trong kho báu Środa

Kho báu Środa (tiếng Ba Lan: skarb ze Środy Śląskiej, skarb średzki) là một kho báu gồm nhiều vàng bạc, trang sức và đá quý. Cụ thể, chỉ tính riêng tiền xu bằng bạc, bên trong kho báu đã có khoảng 3000 đồng bạc có niên đại từ thế kỷ 14. Kho báu được tìm thấy trong những năm từ 1985 đến 1988, trong quá trình cải tạo thị trấn Środa Śląska ở Ba Lan. Ngày nay, kho báu được cất giữ tại bảo tàng địa phương ở Środa Śląska, tuy nhiên Bảo tàng Quốc gia ở Wrocław mới là chủ sở hữu của kho báu Środa.

## Khám phá và khai quật
Những đồng tiền bằng vàng và bạc đã được phát hiện trong quá trình đào móng một tòa nhà viễn thông tại thị trấn Środa Śląska vào ngày 8 tháng 6 năm 1985. Trong đó, chính quyền địa phương ban đầu đã tìm thấy 3000 đồng bạc Groschen Praha trong một hũ đựng. Tuy nhiên, tại thời điểm đó lại không có một nghiên cứu khảo cổ học nào được thực hiện trên những đồng xu này. Ba năm sau, vào ngày 24 tháng 5 năm 1988, trong một lần phá dỡ công trình cũng gần tòa nhà đó, người ta lại tìm được một lượng tiền xu Florin bằng vàng và bạc còn lớn hơn cả lần trước. Đáng tiếc, phần lớn số tiền xu vừa mới được khai quật này đã "không cánh mà bay" trước khi điểm khảo cổ này được khoanh vùng bởi chính quyền địa phương. Những ngày sau đó, toàn bộ thị trấn rộ lên những cá nhân chuyên đi săn lùng đồ cổ, đặc biệt là trong các bãi rác và những đống đổ nát, đó cũng là lúc mà những trang sức cổ trang đầu tiên được tìm thấy.
Theo đó, các nhà khảo cổ đã bắt tay vào việc nghiên cứu những điểm khai quật, trong khi đó chính phủ đã phải lên tiếng mua lại những vật phẩm bị hôi của. Sau đó, nhà nước buộc phải tiến hành xử lý hình sự đối với những cá nhân không chịu trả lại những món đồ ăn cắp. Mặc dù, nhà nước đã thu hồi được nhiều đồ nhưng kho báu Środa được cho là vẫn còn bị thiếu nhiều vật phẩm. Nguyên nhân có thể là do những món đồ bị hôi của đã không được thu hồi thường xuyên liên tục.

## Lịch sử
Những năm sau đó, khi các nhà khảo cổ học và sử học vẫn đi tìm nguồn gốc của kho báu, thì các viện bảo tàng và những cá nhân giàu có lại cạnh tranh nhau để giành lấy từng phần của kho báu. Cho đến thời điểm hiện tại, kho báu Środa được cho là của Hoàng đế Karl IV của Thánh chế La Mã. Nguồn gốc của kho báu này được cho là bắt nguồn vào năm 1348, khi vua Karl IV cần huy động nguồn tiền để tôn phong danh hiệu Quốc vương của người La Mã, nên đã mang nhiều vật phẩm đến chỗ chủ ngân hàng người Do Thái Muscho ở Środa, khi đó còn là một phần của Công quốc Wroclaw, đến năm 1335 thì thuộc về các đời vua của xứ Bohemia. Trong đó, một điều chắc chắn là không ai từng lấy được kho báu này và cứ thế kho báu đã ẩn khuất trong thị trấn Środa Śląska đến hàng trăm năm.

## Các vật phẩm
Nhiều hạng mục khôi phục các vật phẩm của kho báu đã được thiết lập và lên danh sách, trong đó có những vật phẩm từng bị hư hại trong quá trình khai quật bằng máy đào cơ khí. Một số món đồ trong kho báu còn được đem ra trưng bày từ năm 1985. Từ năm 1995 đến năm 1997, hầu hết các món đồ của kho báu đã được trưng bày rải rác ở khắp các viện bảo tàng tại vùng Hạ Silesian. Trong đó, phần lớn các vật phẩm được đem trưng bày tại bảo tàng địa phương Środa Śląska. Trước đó, thì cũng đã có các cuộc triển lãm trưng bày tại bảo tàng Khảo cổ học ở Wrocław, bảo tàng Quốc gia ở Wrocław (là cơ quan giám sát bảo tàng địa phương tại Środa), bảo tàng Khảo cổ học Quốc gia ở Warszawa và cả tại những bảo tàng ở nước ngoài, như bảo tàng Thủ công Mỹ nghệ ở Dresden, Đức và ở Valladolid, Tây Ban Nha.
Kho báu Środa được xem là vô cùng có giá trị và được nhận định là "một trong những phát hiện khảo cổ học có giá trị nhất của thế kỷ 20". Năm 2006, các chuyên gia đã cho rằng rất khó để định giá được kho báu Środa, vì trên thế giới có rất ít vật phẩm cùng loại được đem ra bán đấu giá. Theo một ước tính từ năm 2001, trị giá thấp nhất của kho báu là khoảng 50 triệu Đôla còn trong một cuốn sách được xuất bản năm 2005, thì lại cho rằng trị giá kho báu có thể đạt tới mức 100 triệu Đôla.

### Những món đồ có giá trị nhất
- Một vương miện bằng vàng, có thể là của Vương hậu Blanche xứ Valois, là người vợ đầu tiên của Hoàng đế Karl IV của Thánh chế La Mã[1]
- Hai mặt dây chuyền bằng vàng, có niên đại từ thế kỷ 12[1]
- Hai mặt dây chuyền bằng vàng, có niên đại từ thế kỷ 13[1]
- Một chiếc trâm cài y phục bằng vàng được nạm đá quý từ thời Trung Cổ
- Một chiếc nhẫn có đầu rồng[1]
- Một chiếc nhẫn bằng đá sapphire[1]
- Một chiếc nhẫn có hình mặt trăng và ngôi sao
- 39 đồng Florin bằng vàng[1]
- 2924[4] hoặc 3924[1] đồng Groschen Praha bằng bạc

## Bộ sưu tập

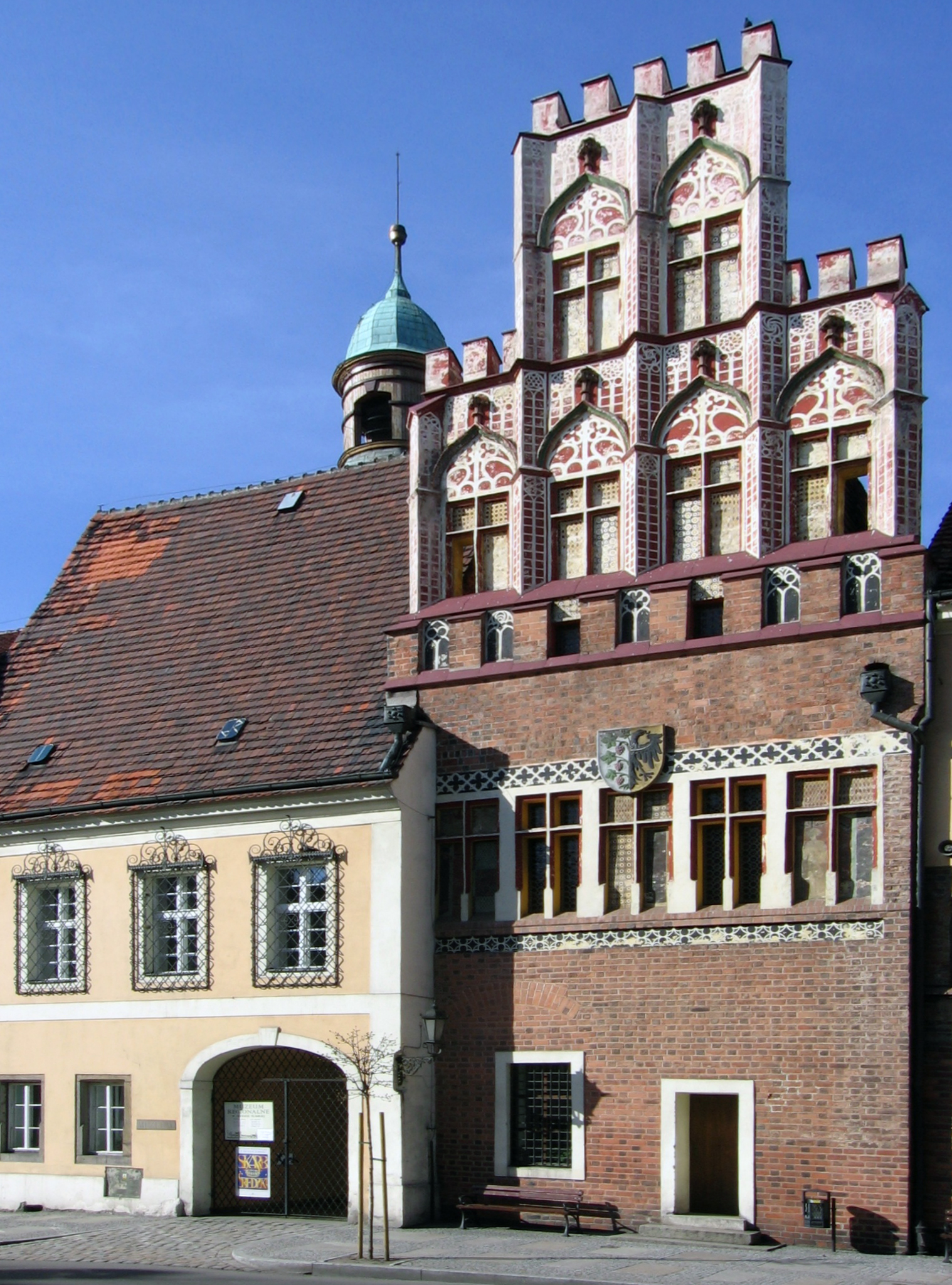
Bảo tàng địa phương ở Środa Śląska, nơi cất giữ kho báu
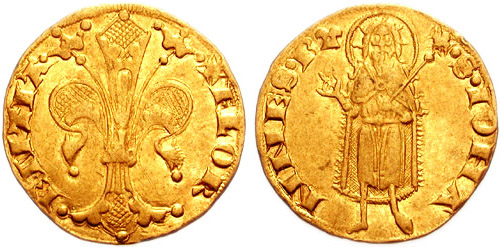
Đồng Florin bằng vàng
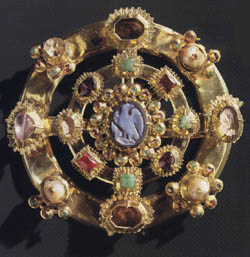
Trâm cài y phục bằng vàng
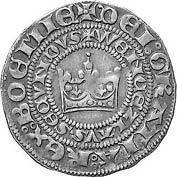
Đồng bạc Groschen Praha